# Marzell Oberneder
Marcellus Maximilian Oberneder (* 3. Juni 1891 in Kelheim; † 2. August 1985) war ein deutscher Lehrer, Musiker und Heimatdichter.

## Werdegang
Oberneder besuchte das Lehrerseminar in Straubing, wo er später auch Lehrer tätig war. Er war Oberstadtschulrat und nach 1945 auch städtischer Kulturreferent. Er leitete die städtische Singschule und den Liederkranz und trat als Organisator von Konzerten auf. Als Heimatschriftsteller widmete er sich volkskundlich-literarischen Themen seiner niederbayerischen Heimat. Unter anderem verfasste er die umfangreiche „Chronik der Barmherzigen Brüder in Bayern“ (Johannes-von-Gott-Verlag, Regensburg, 1970).
Im Sommer 2011 übergaben seine beiden Töchter den Nachlass ihres Vaters an das Stadtarchiv Straubing.

## Ehrungen
- 2. Juni 1961: Ehrenbürger der Stadt Straubing
wegen seiner Verdienste in kommunalen Schul- und Kulturangelegenheiten
- 22. Februar 1967: Verdienstkreuz 1. Klasse